# Старик Шику
«Старик Шику» (порт. Velho Chico) — бразильський телесеріал 2016 року у жанрі мелодрами, драми та створений компанією TV Globo. В головних ролях — Каміла Пітанга, Домінгуш Монтаньєр, Антоніо Фагундес, Крістіане Торлоні, Марсело Серрадо, Люсі Алвес, Сельма Егрей.
Перша серія вийшла в ефір 14 березня 2016 року.
Серіал має 1 сезон. Завершився 172-м епізодом, який вийшов у ефір 30 вересня 2016 року.
Режисер серіалу — Карлос Араухо, Густаво Фернандес, Антоніо Карневал, Філіп Барчінскі.
Сценарист серіалу — Бенедіту Руй Барбоза, Едмара Барбоза, Бруно Лупері.

## Сюжет
На березі річки Сан-Франсиску живуть дві сім'ї, які змагаються один проти одного протягом багатьох років. Полковник Хасінту хоче відібрати землі сімейства Дос Анжос. І одного разу під час суперечки Полковник Хасінту вмирає, а замість нього головою сім'ї стає Афраніу, його син. Афраніу ніколи не подобалося те, як батько веде справи, і він вирішив, що не стане таким самим. Він закохується в Леонор, і одружується з нею, у них народжується дочка — Марія Тереза. Проте влада та гроші зробили свою справу — Афраніу теж продовжує боротьбу батька за землі. Так тривало багато років… А його дочка Марія Тереза закохується в Санту, одного із синів Дос Анжоса.

## Актори та ролі

### Головний акторський склад
| Актор              | Роль                                    |
| ------------------ | --------------------------------------- |
| Каміла Пітанга     | Марія Тереза де Са Рібейро              |
| Домінгуш Монтаньєр | Санту душ Аньос                         |
| Антоніо Фагундес   | Афраніу де Са Рібейру (полковник Сарує) |
| Крістіане Торлоні  | Іоланда де Са Рібейро                   |
| Марсело Серрадо    | Карлос Едуардо Кавальканті              |
| Люсі Алвес         | Лузія душ Анжос                         |
| Сельма Егрей       | Ерканасо де Са Рібейро                  |
| Луїза Брюне        | Мада                                    |
| Жуан Альба         | Амадеу                                  |
| Діра Паес          | Беатріз                                 |
| Лі Тейлор          | Мартім де Са Рібейро                    |
| Ірандгір Сантос    | Бенту душ Анжос                         |
| Маркос Палмейра    | Сісеро                                  |
| Маріене Де Кастро  | Далва                                   |
| Габріель Леоне     | Мігель де Са Рібейро                    |
| Джуллія Бускасіо   | Олівія душ Анжос                        |
| Лукас Велозу       | Лукас                                   |
| Яра Чаррі          | Софі                                    |
| Зезіта Матос       | П'єдад душ Анжос                        |
| Лучі Перейра       | Сесі                                    |
| Луччі Феррейра     | Ернані                                  |
| Умберто Маньяні    | Роман                                   |
| Карлос Вереза      | Бенісіо                                 |
| Джезіо Амадеу      | Шико Креатура                           |
| Клаудіо Джаборанді | Німецький Делегат                       |
| Масіел Мелу        | Ежідіо                                  |
| Шанхай             | Авеліно                                 |
| Баторе             | Делегат Кейроз                          |
| Сауло Ларанжейра   | Мер Раймундо                            |
| Жозе Дюмон         | Зе Пірангейро                           |
| Марселія Картаксо  | Зефа                                    |

### Актори другого плану
| Актор                 | Роль                                    |
| --------------------- | --------------------------------------- |
| Родріго Санторо       | Афраніу де Са Рібейру (молодий)         |
| Керол Кастро          | Іоланда (молода)                        |
| Тарчізіо Мейра        | Хасінту де Са Рібейро (полковник Сарує) |
| Родріго Ломбарді      | Капітан Ернесто Роза                    |
| Фабіула Насіменту     | Євлалія Роза                            |
| Джулія Далавія        | Марія Тереза де Са Рібейро (молода)     |
| Ренато Гус            | Санту душ Аньос (молода)                |
| Рафаель Вітті         | Карлос Едуардо (молодий)                |
| Чико Діас             | Белміро душ Аньос                       |
| Сирія Коентро         | П'єдад душ Анжос (молода)               |
| Пабло Мораїш          | Сісеро (молодий)                        |
| Хуліо Мачадо          | Клементе                                |
| Барбара Реїс          | Донінья (молода)                        |
| Леопольдо Пачеко      | лікар Еміліо Кавальканті                |
| Празерес Барбоса      | Донья Ассунсао                          |
| Кармем Лу Де Мендонса | Росінья                                 |
| Жозе Аугусто Бранку   | Сенатор Мейрелеш                        |
| Клементіно Келе       | Жосе Дурваліно                          |
| Амелія Біттенкурт     | Гіомар                                  |
| Чамбіньо до Акордеон  | -                                       |
| Діого Олівера         | Піпоо                                   |
| Фернандо Карвалью     | Сільвіно                                |
| Аділсон Маґха         | Сего                                    |
| Харільдо Деда         | лікар Аморім                            |
| Кенія Кошта           | Секретар прокурора                      |
| Бет Залкман           | Репортер                                |

## Сезони
| Сезон | Епізоди | Епізоди | Оригінальний показ | Оригінальний показ | Оригінальний показ |
| Сезон | Епізоди | Епізоди | Перший показ       | Останній показ     | Мережа             |
| ----- | ------- | ------- | ------------------ | ------------------ | ------------------ |
| 1     | 172     | 172     | 14 березня 2016    | 30 вересня 2016    | TV Globo           |

## Аудиторія
| Сезон | Розклад     | Епізоди | Перший ефір          | Перший ефір    | Останній ефір        | Останній ефір  | Середня кількість глядачів (бали) |
| Сезон | Розклад     | Епізоди | Дата                 | Глядачі (бали) | Дата                 | Глядачі (бали) | Середня кількість глядачів (бали) |
| ----- | ----------- | ------- | -------------------- | -------------- | -------------------- | -------------- | --------------------------------- |
| 1     | Пн–Сб 21:15 | 172     | 14 березня 2016 року | 35             | 30 вересня 2016 року | 35             | 29                                |

## Рейтинги серій

### Сезон 1 (2016)
| Тиждень                  | Дата                     | Дата                     | День тижня               | День тижня               | День тижня               | День тижня               | День тижня               | День тижня               | Середній рейтинг за тиждень (бали) |
| Тиждень                  | початку тижня            | закінчення тижня         | понеділок                | вівторок                 | середа                   | четвер                   | п'ятниця                 | субота                   | Середній рейтинг за тиждень (бали) |
| 01                       | 14/03                    | 19/03/2016               | 35                       | 34                       | 30                       | 30                       | 29                       | 26                       | 30.7                               |
| 02                       | 21/03                    | 26/03/2016               | 31                       | 29                       | 27                       | 27                       | 28                       | 25                       | 27.8                               |
| 03                       | 28/03                    | 02/04/2016               | 32                       | 30                       | 27                       | 33                       | 30                       | 27                       | 29.8                               |
| 04                       | 04/04                    | 09/04/2016               | 30                       | 30                       | 25                       | 30                       | 27                       | 25                       | 27.8                               |
| 05                       | 11/04                    | 16/04/2016               | 32                       | 30                       | 28                       | 30                       | 27                       | 26                       | 28.8                               |
| 06                       | 18/04                    | 23/04/2016               | 30                       | 29                       | 24                       | 25                       | 26                       | 23                       | 26.2                               |
| 07                       | 25/04                    | 30/04/2016               | 28                       | 29                       | 27                       | 27                       | 27                       | 26                       | 27.3                               |
| 08                       | 02/05                    | 07/05/2016               | 30                       | 30                       | 27                       | 31                       | 27                       | 24                       | 28.2                               |
| 09                       | 09/05                    | 14/05/2016               | 29                       | 29                       | 28                       | 29                       | 27                       | 25                       | 27.8                               |
| 10                       | 16/05                    | 21/05/2016               | 28                       | 29                       | 27                       | 29                       | 28                       | 26                       | 27.8                               |
| 11                       | 23/05                    | 28/05/2016               | 30                       | 30                       | 24                       | 28                       | 27                       | 26                       | 27.5                               |
| 12                       | 30/05                    | 04/06/2016               | 29                       | 25                       | 24                       | 29                       | 28                       | 27                       | 27.0                               |
| 13                       | 06/06                    | 11/06/2016               | 26                       | 28                       | 24                       | 28                       | 28                       | 26                       | 26.7                               |
| 14                       | 13/06                    | 18/06/2016               | 26                       | 27                       | 24                       | 27                       | 27                       | 27                       | 26.3                               |
| 15                       | 20/06                    | 25/06/2016               | 30                       | 28                       | 24                       | 29                       | 28                       | 26                       | 27.5                               |
| 16                       | 27/06                    | 02/07/2016               | 30                       | 30                       | 27                       | 29                       | 26                       | 25                       | 27.8                               |
| 17                       | 04/07                    | 09/07/2016               | 29                       | 29                       | 29                       | 32                       | 28                       | 26                       | 28.8                               |
| 18                       | 11/07                    | 16/07/2016               | 31                       | 30                       | 27                       | 29                       | 27                       | 26                       | 28.3                               |
| 19                       | 18/07                    | 23/07/2016               | 31                       | 32                       | 28                       | 30                       | 30                       | 27                       | 29.7                               |
| 20                       | 25/07                    | 30/07/2016               | 32                       | 31                       | 29                       | 32                       | 31                       | 26                       | 30.2                               |
| 21                       | 01/08                    | 06/08/2016               | 32                       | 31                       | 29                       | 31                       | ##                       | 26                       | 29.8                               |
| 22                       | 08/08                    | 13/08/2016               | 32                       | 32                       | 33                       | 35                       | 34                       | 30                       | 32.7                               |
| 23                       | 15/08                    | 20/08/2016               | 33                       | 33                       | 32                       | 34                       | 30                       | 30                       | 32.0                               |
| 24                       | 22/08                    | 27/08/2016               | 35                       | 34                       | 29                       | 34                       | 31                       | 26                       | 31.5                               |
| 25                       | 29/08                    | 03/09/2016               | 33                       | 33                       | 29                       | 33                       | 29                       | 29                       | 31.0                               |
| 26                       | 05/09                    | 10/09/2016               | 32                       | 27                       | 27                       | 32                       | 30                       | 28                       | 29.3                               |
| 27                       | 12/09                    | 17/09/2016               | 31                       | 30                       | 29                       | 35                       | 32                       | 29                       | 31.0                               |
| 28                       | 19/09                    | 24/09/2016               | 33                       | 31                       | 28                       | 32                       | 30                       | 29                       | 30.5                               |
| 29                       | 26/09                    | 01/10/2016               | 34                       | 33                       | 31                       | 35                       | 35                       | 26                       | 32.3                               |
| Середній рейтинг серіалу | Середній рейтинг серіалу | Середній рейтинг серіалу | Середній рейтинг серіалу | Середній рейтинг серіалу | Середній рейтинг серіалу | Середній рейтинг серіалу | Середній рейтинг серіалу | Середній рейтинг серіалу | 29.04                              |

## Нагороди та номінації
| Рік  | Нагорода                  | Категорія                        | Номінанти                        | Результат |
| ---- | ------------------------- | -------------------------------- | -------------------------------- | --------- |
| 2016 | Prêmio Extra de Televisão | Найкращий серіал                 | Бенедіту Руй Барбоза             | Номінація |
| 2016 | Prêmio Extra de Televisão | Найкраща акторка                 | Каміла Пітанга                   | Номінація |
| 2016 | Prêmio Extra de Televisão | Найкращий актор                  | Домінгуш Монтаньєр               | Перемога  |
| 2016 | Prêmio Extra de Televisão | Найкращий актор                  | Родріго Санторо                  | Номінація |
| 2016 | Prêmio Extra de Televisão | Найкраща акторка другого плану   | Сельма Егрей                     | Перемога  |
| 2016 | Prêmio Extra de Televisão | Найкращий актор другого плану    | Ірандгір Сантос                  | Перемога  |
| 2016 | Prêmio Extra de Televisão | Найкраща молода акторка          | Джуллія Бускасіо                 | Номінація |
| 2016 | Prêmio Extra de Televisão | Найкраща молода акторка          | Люсі Алвес                       | Перемога  |
| 2016 | Prêmio Extra de Televisão | Найкраща молода акторка          | Маріене Де Кастро                | Номінація |
| 2016 | Prêmio Extra de Televisão | Найкращий молодий актор          | Лі Тейлор                        | Перемога  |
| 2016 | Prêmio Extra de Televisão | Найкращий молодий актор          | Ренато Гус                       | Номінація |
| 2016 | Prêmio Extra de Televisão | Найкраща музична тема            | «Mortal Loucura» — Марія Бетанія | Номінація |
| 2016 | Troféu APCA               | Найкращий серіал                 | Бенедіту Руй Барбоза             | Перемога  |
| 2016 | Troféu APCA               | Кращий режисер                   | Луїс Фернандо Карвальо           | Номінація |
| 2016 | Troféu APCA               | Найкращий актор                  | Чико Діас                        | Номінація |
| 2016 | Troféu APCA               | Найкращий актор                  | Родріго Санторо                  | Номінація |
| 2016 | Troféu APCA               | Найкраща акторка                 | Фабіула Насіменту                | Номінація |
| 2016 | Troféu APCA               | Найкраща акторка                 | Люсі Алвес                       | Номінація |
| 2016 | Troféu APCA               | Найкраща акторка                 | Сельма Егрей                     | Перемога  |
| 2016 | Troféu APCA               | Гран-прі критиків                | Домінгуш Монтаньєр               | Перемога  |
| 2016 | Melhores do Ano           | Найкраща акторка                 | Каміла Пітанга                   | Перемога  |
| 2016 | Melhores do Ano           | Найкраща акторка другого плану   | Діра Паес                        | Номінація |
| 2016 | Melhores do Ano           | Найкращий актор другого плану    | Габріель Леоне                   | Перемога  |
| 2016 | Melhores do Ano           | Найкраща молода акторка          | Джуллія Бускасіо                 | Номінація |
| 2016 | Melhores do Ano           | Найкраща молода акторка          | Люсі Алвес                       | Перемога  |
| 2016 | Melhores do Ano           | Найкращий молодий актор          | Лукас Велозу                     | Номінація |
| 2016 | Melhores do Ano           | Персонаж року                    | Афраніо (Антоніо Фагундес)       | Номінація |
| 2016 | Melhores do Ano           | Персонаж року                    | Ерканасо (Сельма Егрей)          | Номінація |
| 2016 | Prêmio Quem de Televisão  | Найкращий актор                  | Антоніо Фагундес                 | Номінація |
| 2016 | Prêmio Quem de Televisão  | Найкращий актор                  | Домінгуш Монтаньєр               | Перемога  |
| 2016 | Prêmio Quem de Televisão  | Найкращий актор                  | Родріго Санторо                  | Номінація |
| 2016 | Prêmio Quem de Televisão  | Найкраща акторка другого плану   | Сельма Егрей                     | Номінація |
| 2016 | Prêmio Quem de Televisão  | Найкращий актор другого плану    | Чико Діас                        | Номінація |
| 2016 | Prêmio Quem de Televisão  | Найкращий актор другого плану    | Марсело Серрадо                  | Номінація |
| 2016 | Prêmio Quem de Televisão  | Відкриття                        | Джуллія Бускасіо                 | Номінація |
| 2016 | Prêmio Quem de Televisão  | Відкриття                        | Люсі Алвес                       | Перемога  |
| 2016 | Prêmio Quem de Televisão  | Відкриття                        | Ренато Гус                       | Номінація |
| 2016 | Prêmio Brasileiro do Ano  | Бразилець року в галузі культури | Бенедіту Руй Барбоза             | Перемога  |
| 2017 | Prêmio Bravo! de Cultura  | Художник року                    | Луїс Фернандо Карвальо           | Перемога  |
| 2017 | Emmy Internacional        | Найкращий серіал                 | Бенедіту Руй Барбоза             | Номінація |